# Zbiornik w niecce z osiadania
Zbiornik w niecce z osiadania – zbiornik antropogeniczny powstający przez gromadzenie wód gruntowych i opadowych w zagłębieniach będących rezultatem osiadania terenu. Są to pod względem hydrologicznym – w zależności od podłoża i sytuacji hipsometrycznej – bezodpływowe chłonne bądź ewapotranspiracyjne baseny retencyjno-sedymentacyjne lub zagłębienia zmieniające dotychczasowy profil podłużny doliny rzecznej w zbiorniki reolimniczne. Charakteryzują się zwykle niewielką głębokością (do kilku m) i powierzchnią (do kilku ha). Procesowi hydrologicznego kształtowania tego typu zbiorników, jako konsekwencji zmian stosunków wodnych odpowiadających przemianom orograficznym, towarzyszy szereg przemian o charakterze biotopowym i biocenotycznym, których wyrazem jest spontaniczna zmiana warunków siedliskowych z lądowych na wodno-lądowe i wodne z powolną przebudową składu gatunkowego włącznie. 